# Irrupciones en congresos mexicanos de 2024
Del día 10 al 12 de septiembre de 2024, cientos de manifestantes irrumpieron el Senado de México y sedes legislativas estatales en protesta a la reforma judicial impulsada por el gobierno de Andrés Manuel López Obrador.
En la madrugada del 11 de septiembre, manifestantes también intentaron tomar la sede alterna en la Antigua Casona de Xicoténcatl, donde se aprobó en lo general y en lo particular la reforma en materia al Poder Judicial.

## Toma del Senado
La sesión parlamentaria comenzó alrededor de las 15:00 horas, con manifestaciones en las afueras del Senado. Para las 16:26 horas, fue interrumpida por los manifestantes, entre ellos, trabajadores del poder judicial, quienes lograron abrir una de las puertas de cristal. Algunos manifestantes se subieron a los curules de los políticos y lanzaron consignas políticas en contra de la reforma.
Algunos legisladores se quedaron mientras duraba la protesta. Una persona, presuntamente de Protección Civil, fue golpeada en el pecho, desmayándose y siendo atendida por un paramédico. Esto terminó en la suspensión de la sesión sin fecha prevista para su continuación. Se propuso continuar el debate en la Antigua Casona de Xicoténcatl. Tras el receso decretado por Gerardo Fernández Noroña, los 128 legisladores abandonaron la sesión.

## Irrupciones en estados
En las sedes legislativas estatales oficiales y alternas también se presentaron manifestaciones e irrupciones, razón por la que las sesiones fueron aplazadas o suspendidas.
En Yucatán la sesión del congreso fue aplazada debido a que un grupo de manifestantes ingresaron al recinto. También fueron irrumpidos los congresos de Baja California y Puebla.